# Дюрвиль, Робер
Робер Дюрвиль (фр. Robert Dureville; 26 ноября 1943 года) — фигурист из Франции, серебряный призёр чемпионатов Франции 1962—1967 годов, участник зимних Олимпийских игр 1964 года в мужском одиночном катании.

## Спортивные достижения
| Соревнования/Сезоны     | 1961 | 1962 | 1963 | 1964 | 1965 | 1966 | 1967 |
| ----------------------- | ---- | ---- | ---- | ---- | ---- | ---- | ---- |
| Зимние Олимпийские игры |      |      |      | 17   |      |      |      |
| Чемпионаты мира         |      | 17   | 12   | 13   | 10   | 13   | 10   |
| Чемпионаты Европы       |      | 16   | 11   | 9    | 6    | 5    | 6    |
| Чемпионаты Франции      | 3    | 2    | 2    | 2    | 2    | 2    | 2    |